# 安義路
安義路是中華人民共和國上海市靜安區靜安寺商圈的一條道路，西起常德路，東至銅仁路，長260米，1915年時道路名為威海衛路，1917年更名安南路，1943年更名安源路，1949年後更名安義路。安義路63號為毛澤東1920年在上海的舊居。
2019年10月26日晚開始，安義路由主办方嘉里建设（上海）有限公司改造為限時步行街，稱為安義夜巷，每周五晚22點至周日晚24點進行封路，僅供行人穿梭，同時沿街會佈滿流動商販。